# Saison 2014 de l'équipe cycliste EFC-Omega Pharma-Quick Step

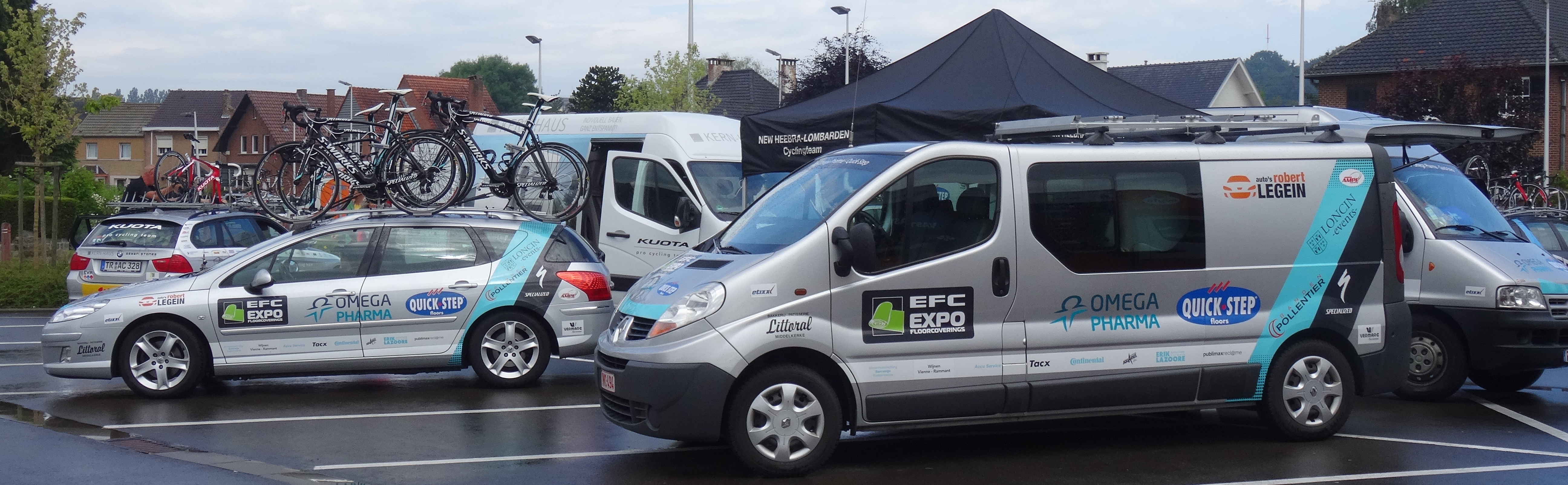
Deux véhicules de l'équipe lors du Mémorial Philippe Van Coningsloo 2014.

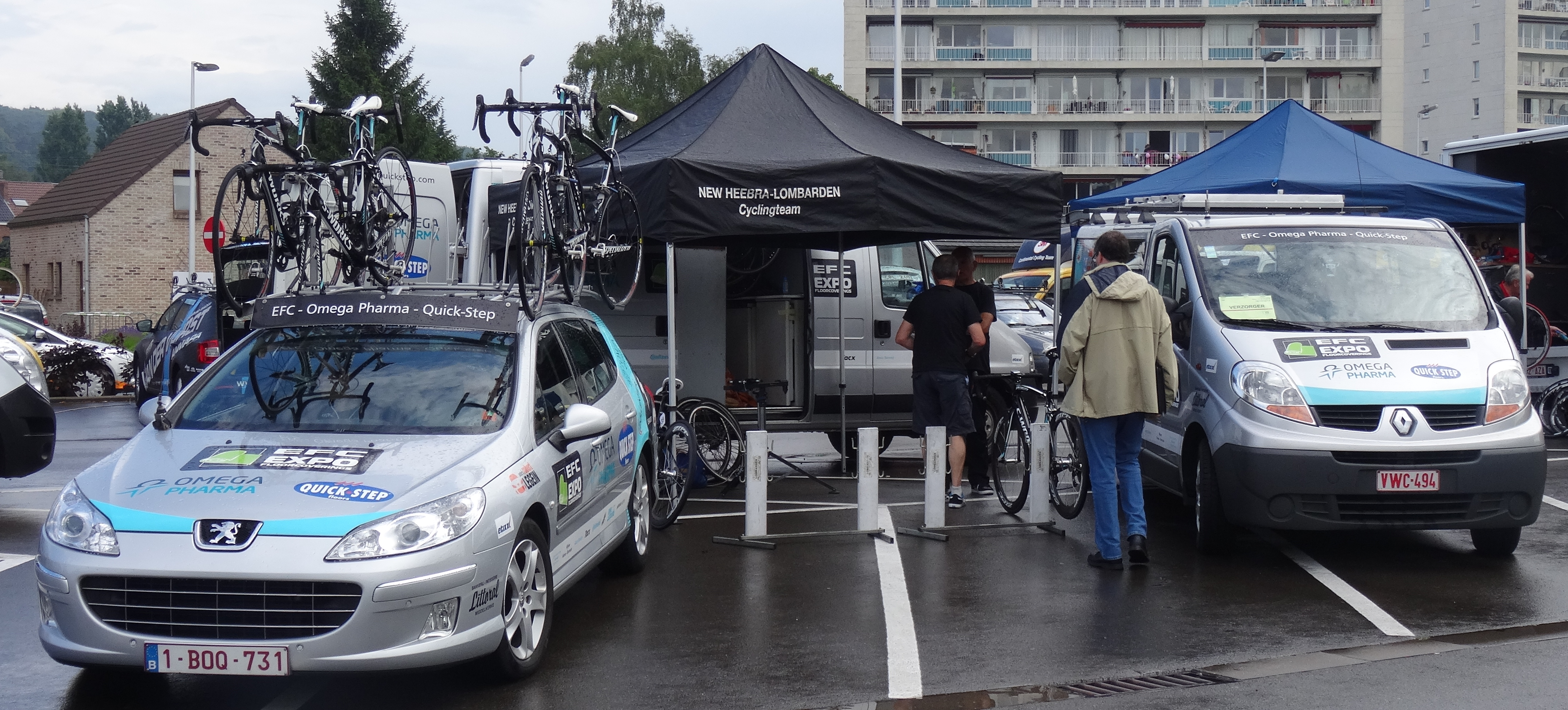
Deux véhicules de l'équipe lors du Mémorial Philippe Van Coningsloo 2014.

La saison 2014 de l'équipe cycliste EFC-Omega Pharma-Quick Step est la cinquième de cette équipe.

## Préparation de la saison 2014

### Arrivées et départs
| Arrivées          | Équipe 2013         |
| ----------------- | ------------------- |
| Piet Allegaert    | Avia-Crabbé         |
| Dieter Bouvry     | Etixx-iHNed         |
| Davy Gunst        |                     |
| Brent Luyckx      | Avia-Crabbé         |
| Christophe Noppe  | Morgan Blue         |
| Edward Planckaert | Avia-Crabbé         |
| Joachim Vanreyten | Ventilair-Steria    |
| Seppe Verschuere  | Ovyta-Eijssen-Acrog |
| Jens Wallays      | Ovyta-Eijssen-Acrog |

| Départs           | Équipe 2014          |
| ----------------- | -------------------- |
| Joshua Atkins     |                      |
| Frederik Backaert | Wanty-Groupe Gobert  |
| Ritchie Denolf    | CT 2020              |
| Gerry Druyts      | 3M                   |
| Paco Ghistelinck  | Etixx                |
| Piotr Havik       | Rabobank Development |
| Tim Kerkhof       | Etixx                |
| Emiel Vermeulen   | 3M                   |

## Coureurs et encadrement technique

### Effectif

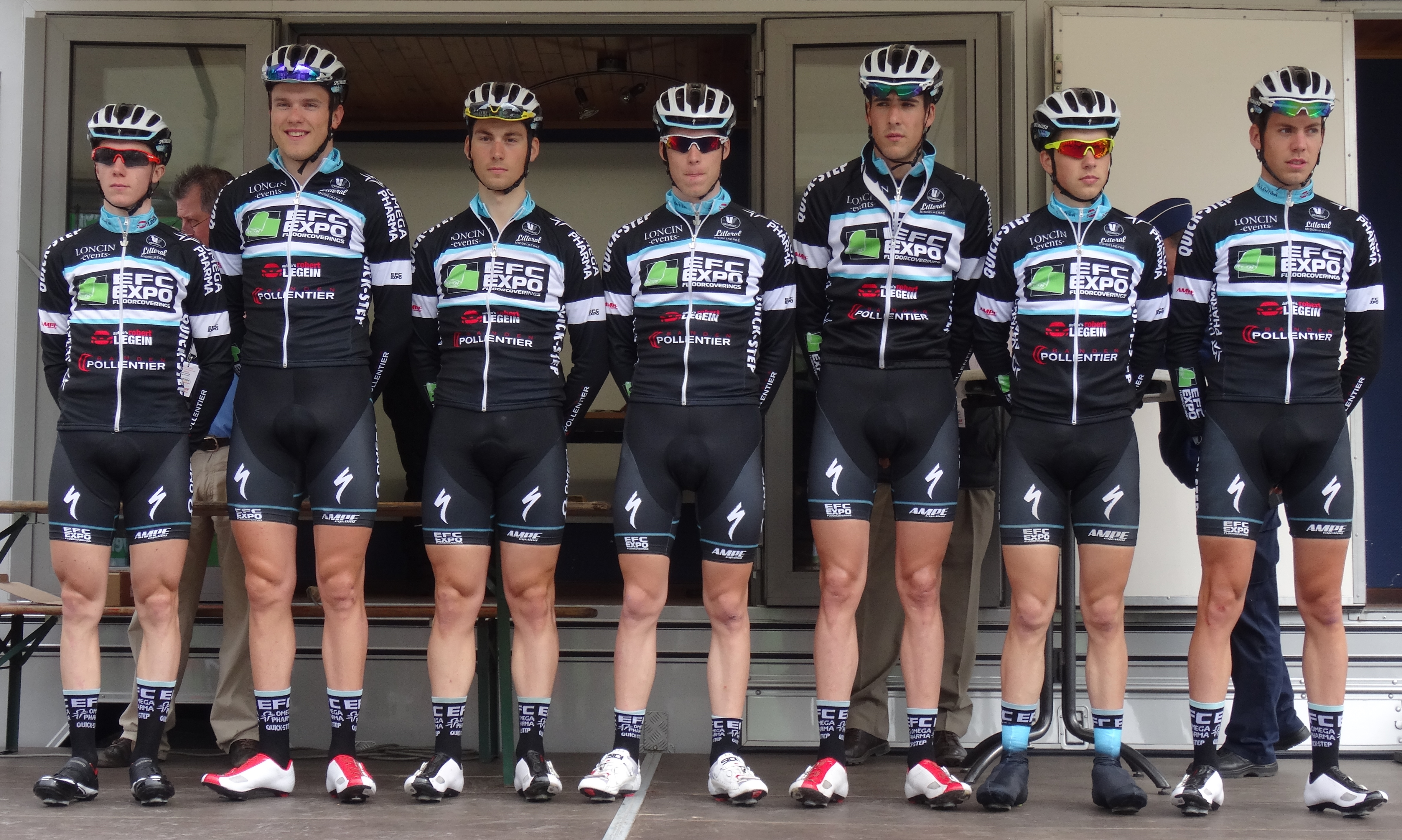
L'équipe lors de la 3e étape du Triptyque des Monts et Châteaux 2014 à Belœil.

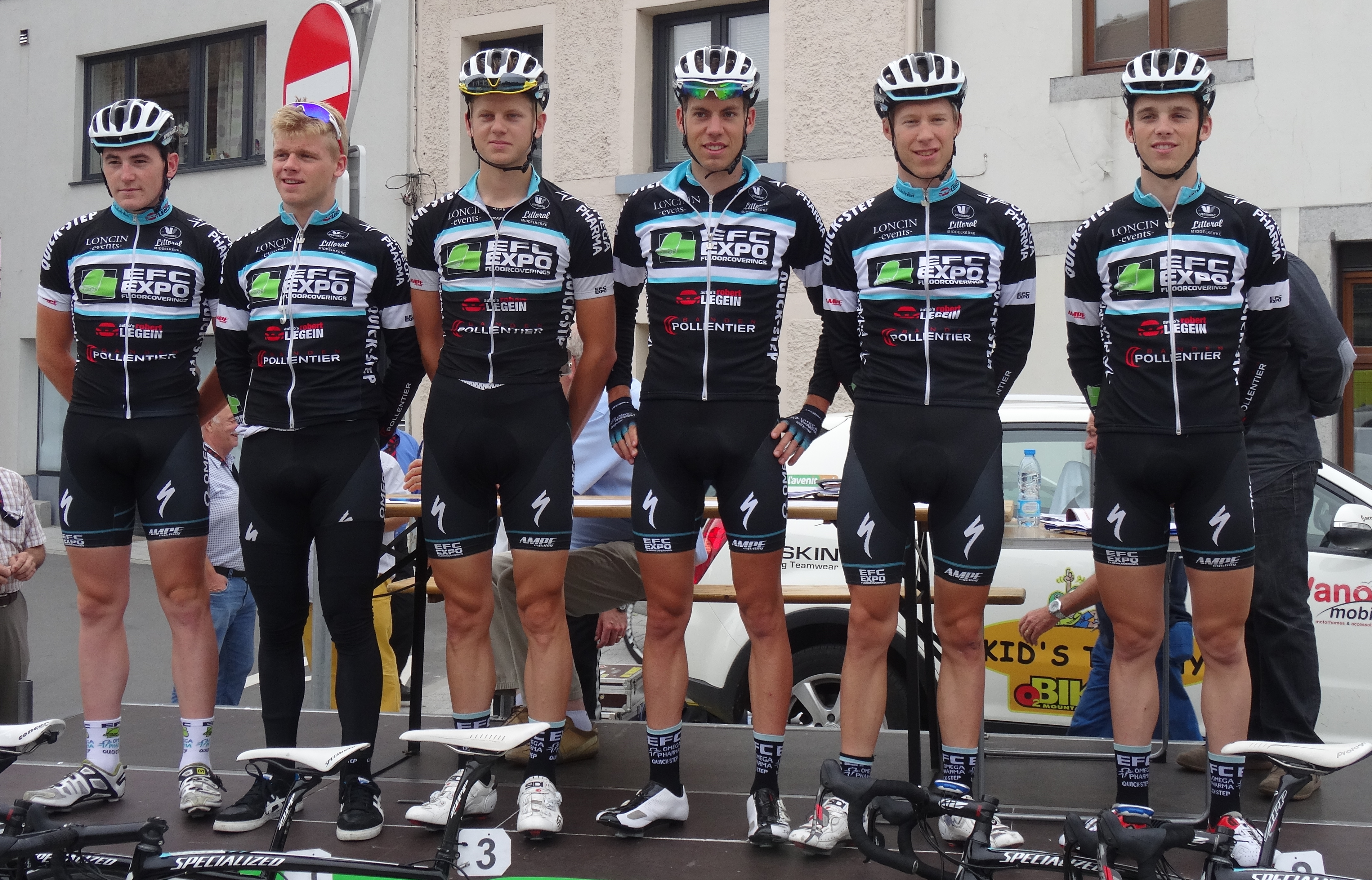
L'équipe lors de la 1reétape du Tour de la province de Namur 2014 à Jambes.

Vingt-et-un coureurs constituent l'effectif 2014 de l'équipe,.
| Cycliste,          | Date de naissance | Nationalité | Équipe 2013                 |
| ------------------ | ----------------- | ----------- | --------------------------- |
| Piet Allegaert     | 20 janvier 1995   | Belgique    | Avia-Crabbé                 |
| Dieter Bouvry      | 31 juillet 1992   | Belgique    | Etixx-iHNed                 |
| Aimé De Gendt      | 17 juin 1994      | Belgique    | EFC-Omega Pharma-Quick Step |
| Floris De Tier     | 20 janvier 1992   | Belgique    | EFC-Omega Pharma-Quick Step |
| Benjamin Declercq  | 4 février 1994    | Belgique    | EFC-Omega Pharma-Quick Step |
| Martijn Degreve    | 14 avril 1993     | Belgique    | EFC-Omega Pharma-Quick Step |
| David Desmecht     | 22 décembre 1992  | Belgique    | EFC-Omega Pharma-Quick Step |
| Maxime Farazijn    | 2 juin 1994       | Belgique    | EFC-Omega Pharma-Quick Step |
| Jelle Feys         | 17 octobre 1994   | Belgique    | EFC-Omega Pharma-Quick Step |
| Jens Geerinck      | 9 septembre 1993  | Belgique    | EFC-Omega Pharma-Quick Step |
| Davy Gunst         | 30 janvier 1995   | Pays-Bas    |                             |
| Gilles Loncin      | 21 août 1993      | Belgique    | EFC-Omega Pharma-Quick Step |
| Brent Luyckx       | 4 juillet 1995    | Belgique    | Avia-Crabbé                 |
| Daan Myngheer      | 13 avril 1993     | Belgique    | EFC-Omega Pharma-Quick Step |
| Christophe Noppe   | 29 novembre 1994  | Belgique    | Morgan Blue                 |
| Edward Planckaert  | 1er février 1995  | Belgique    | Avia-Crabbé                 |
| Lander Seynaeve    | 29 mai 1992       | Belgique    | EFC-Omega Pharma-Quick Step |
| Bert Van Lerberghe | 29 septembre 1992 | Belgique    | Ventilair-Steria            |
| Joachim Vanreyten  | 31 août 1994      | Belgique    | Ovyta-Eijssen-Acrog         |
| Seppe Verschuere   | 6 janvier 1994    | Belgique    | Ovyta-Eijssen-Acrog         |
| Jens Wallays       | 15 septembre 1992 | Belgique    | EFC-Omega Pharma-Quick Step |

Portraits
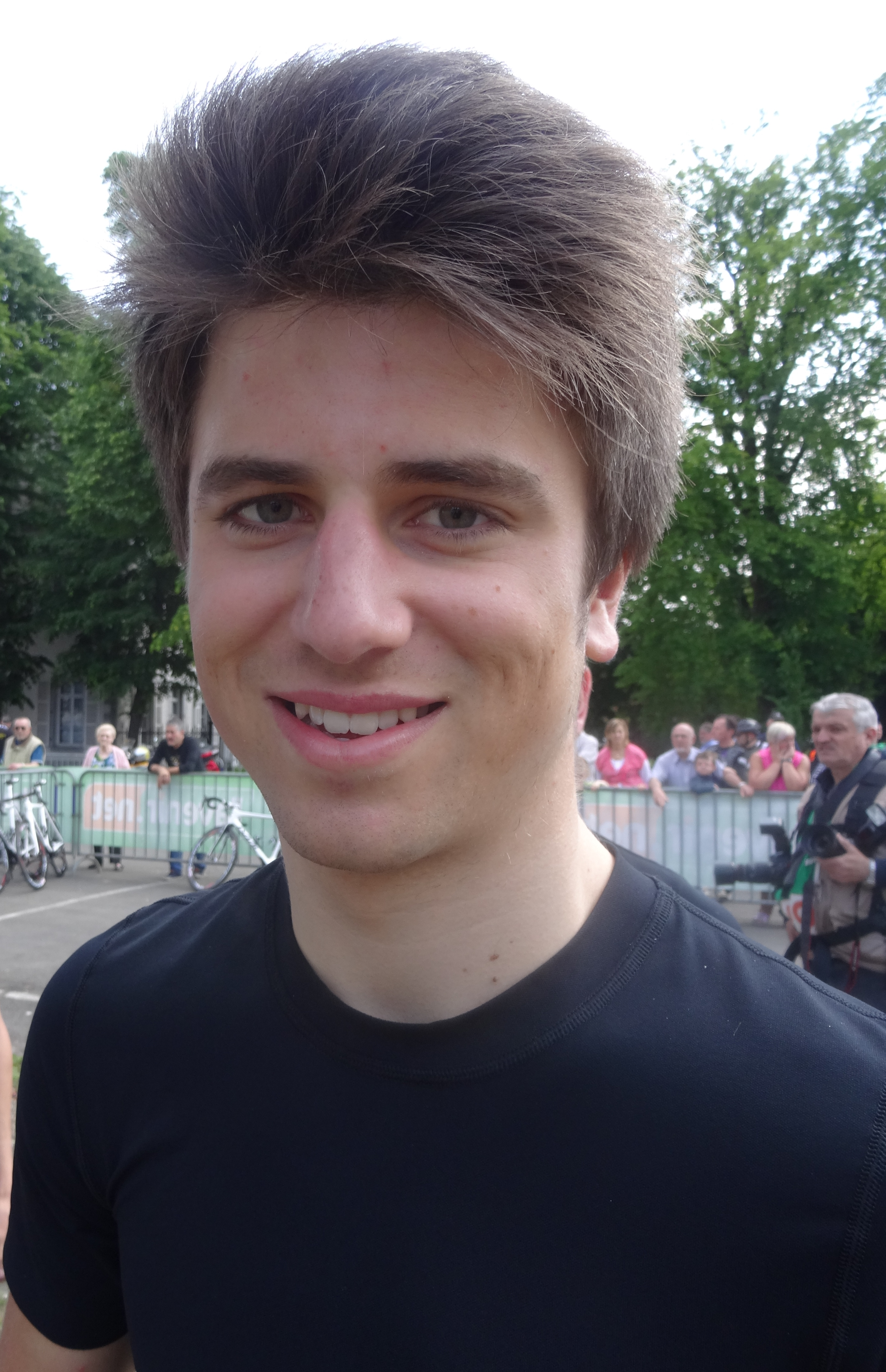
Piet Allegaert.
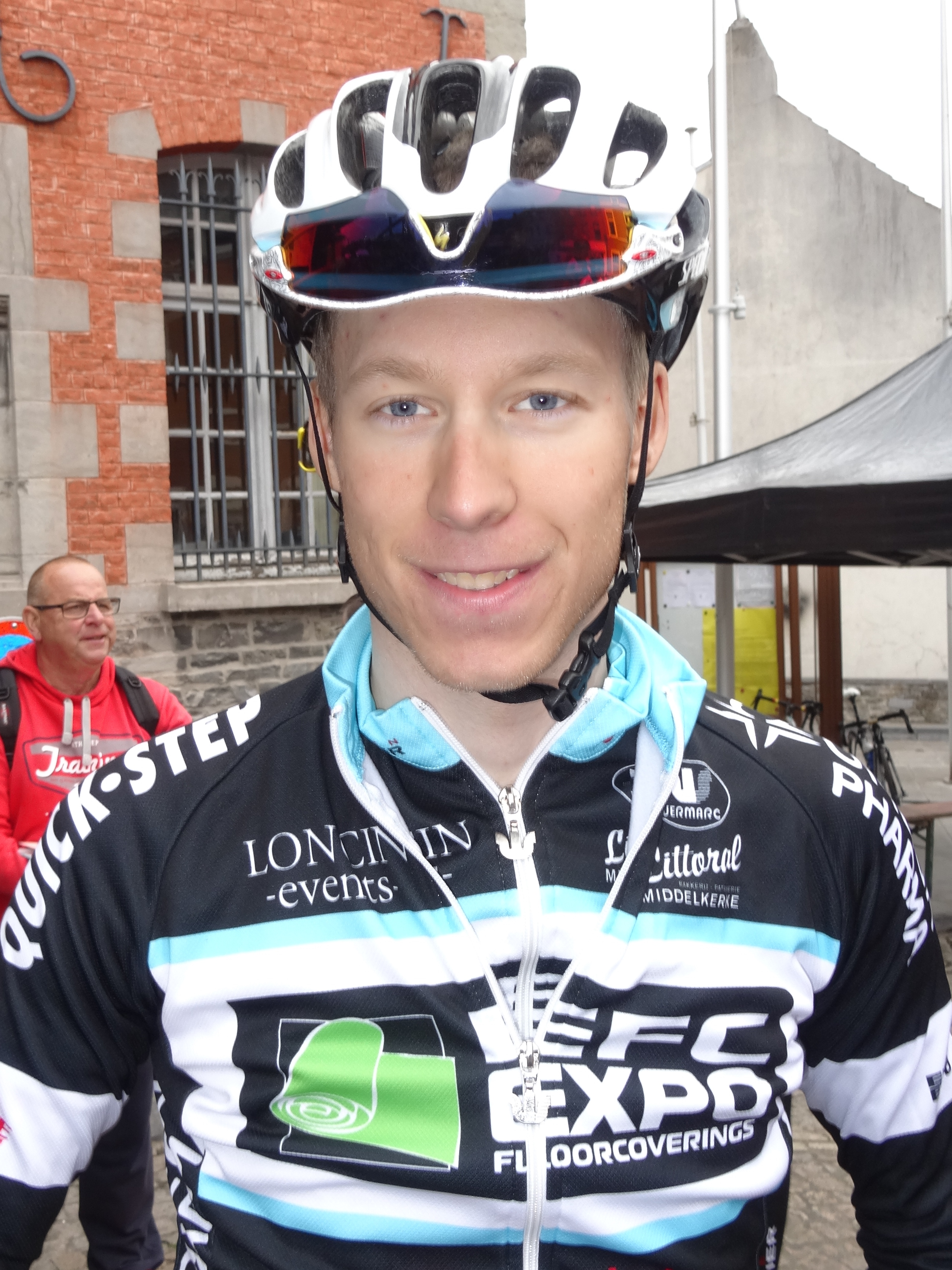
Dieter Bouvry.
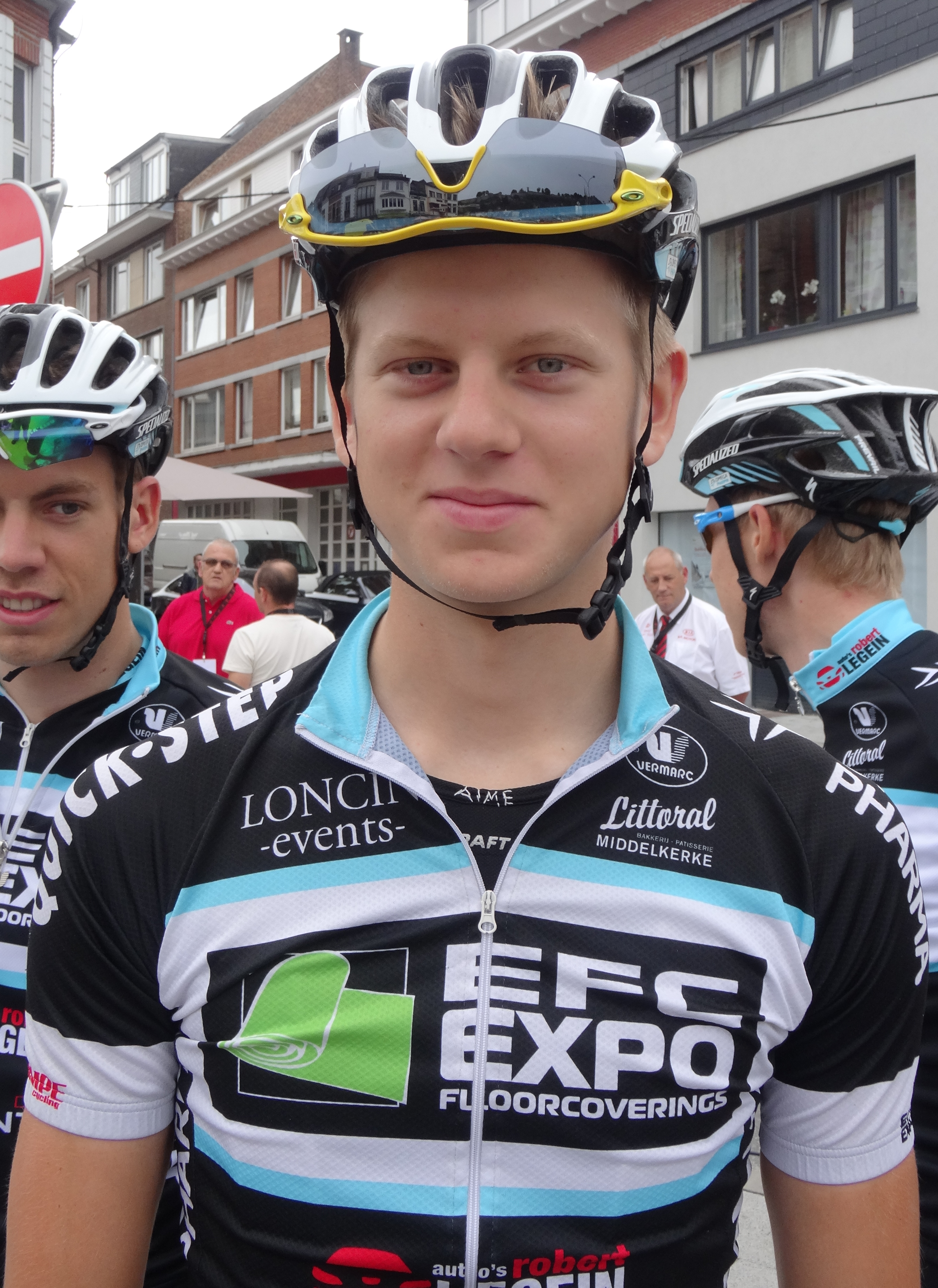
Aimé De Gendt.
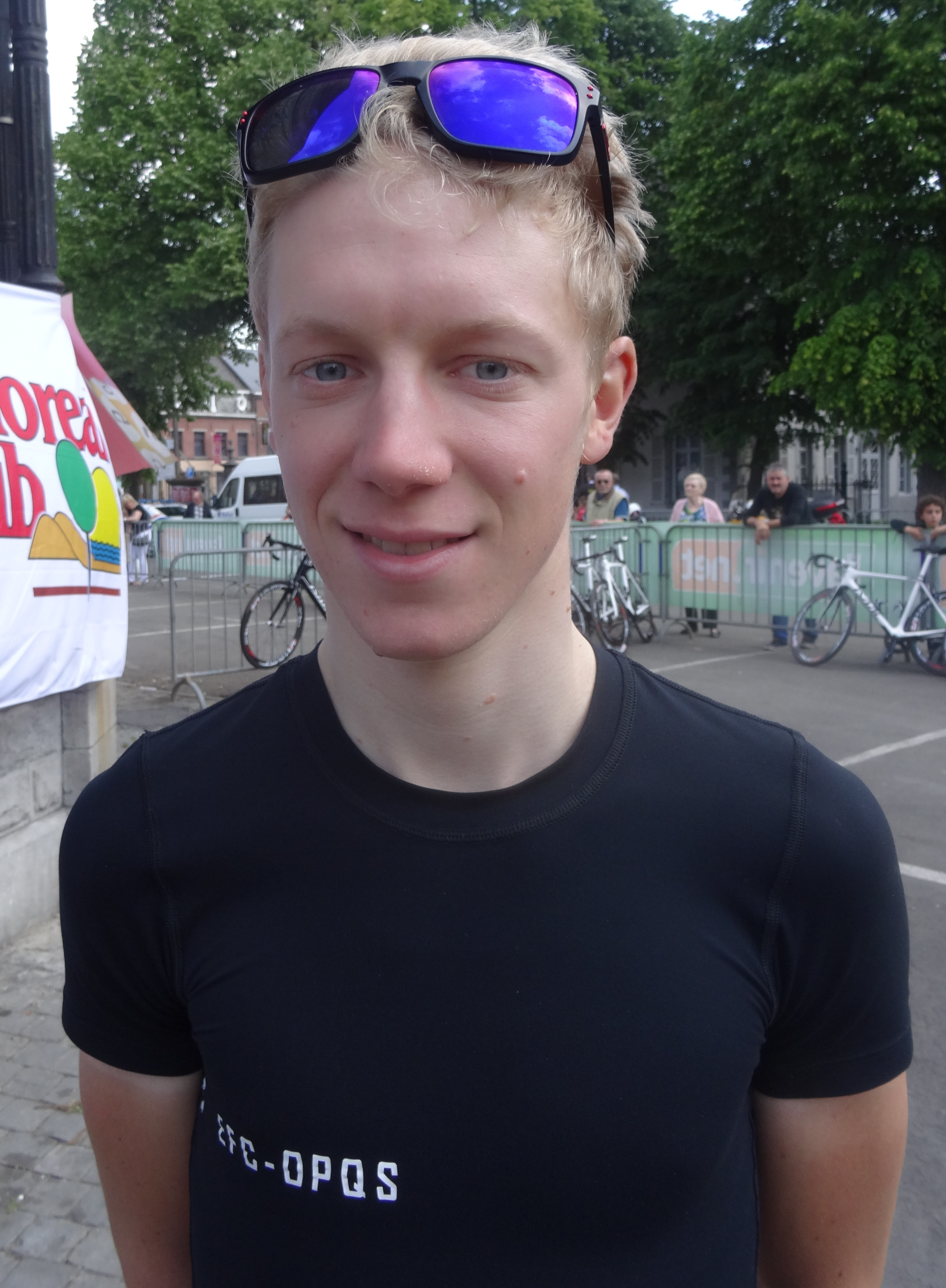
Floris De Tier.
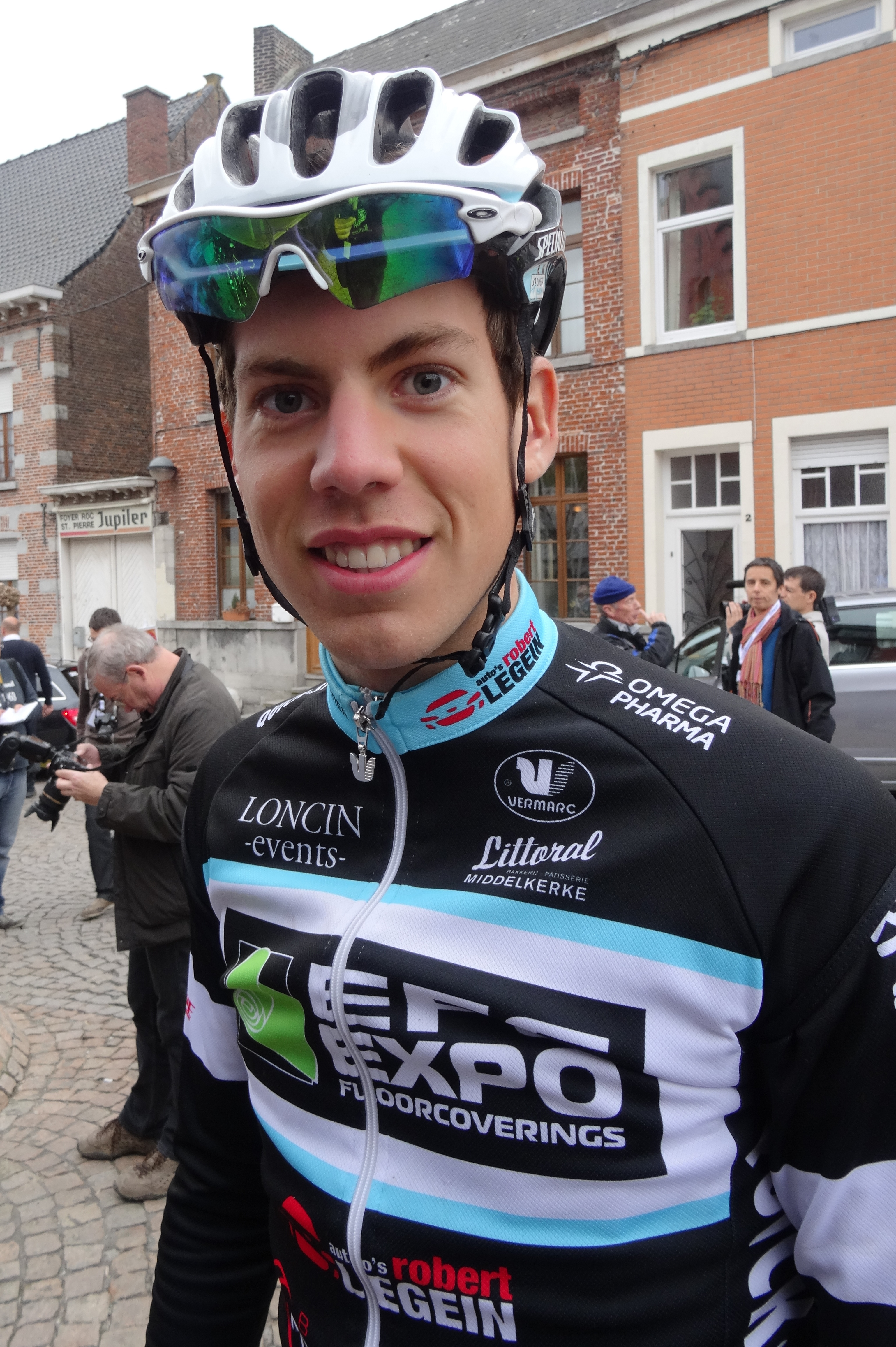
Benjamin Declercq.
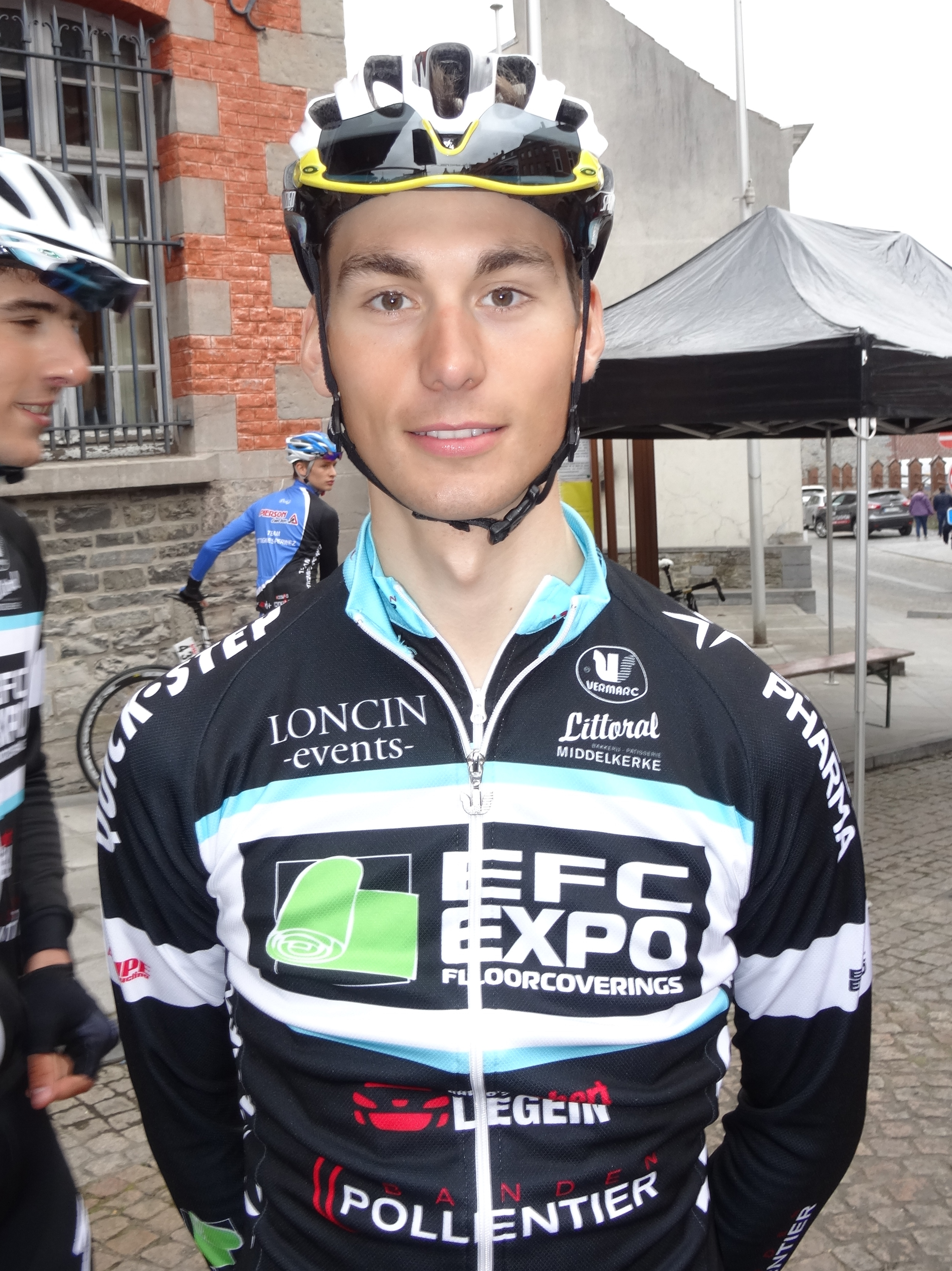
Martijn Degreve.
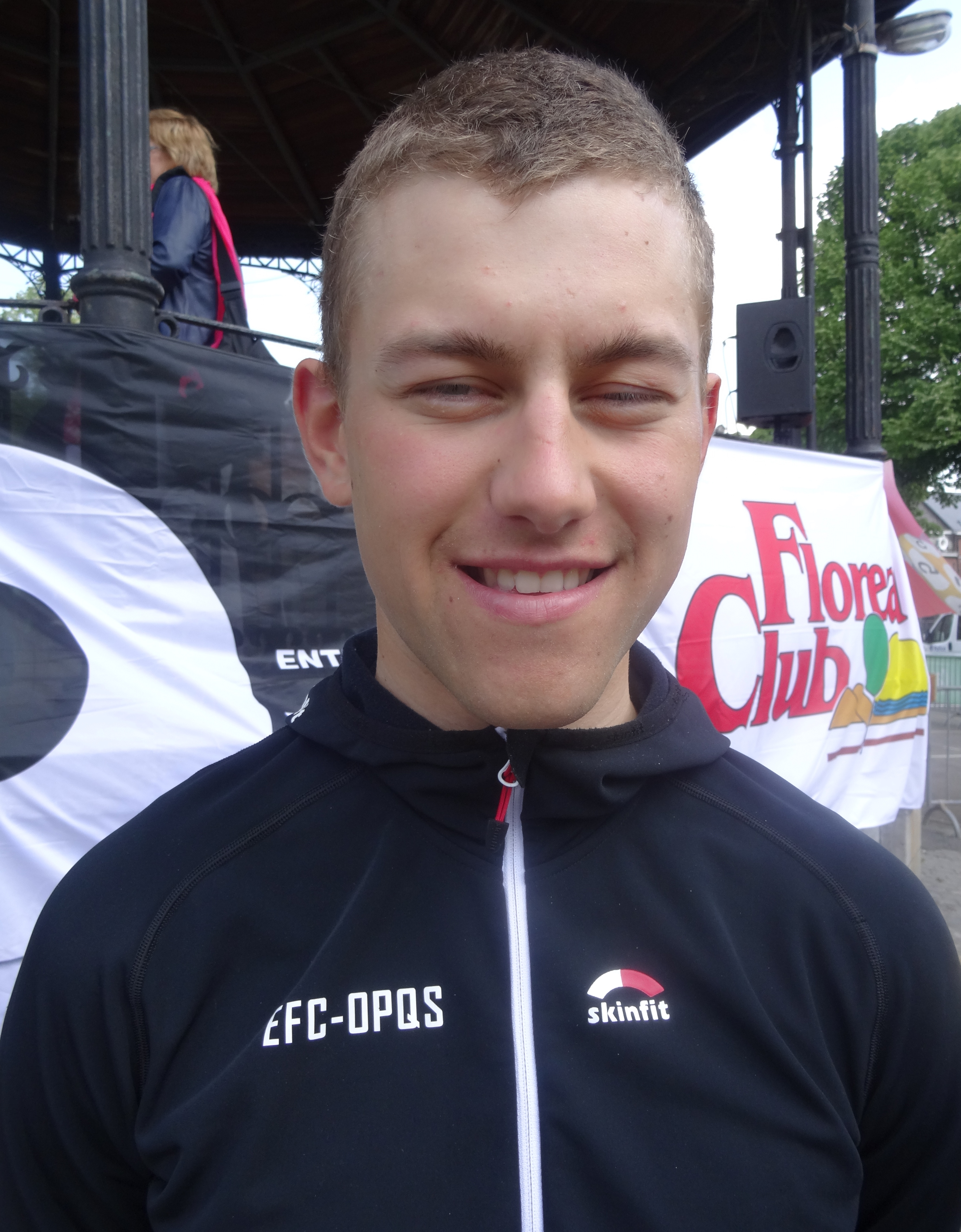
Maxime Farazijn.
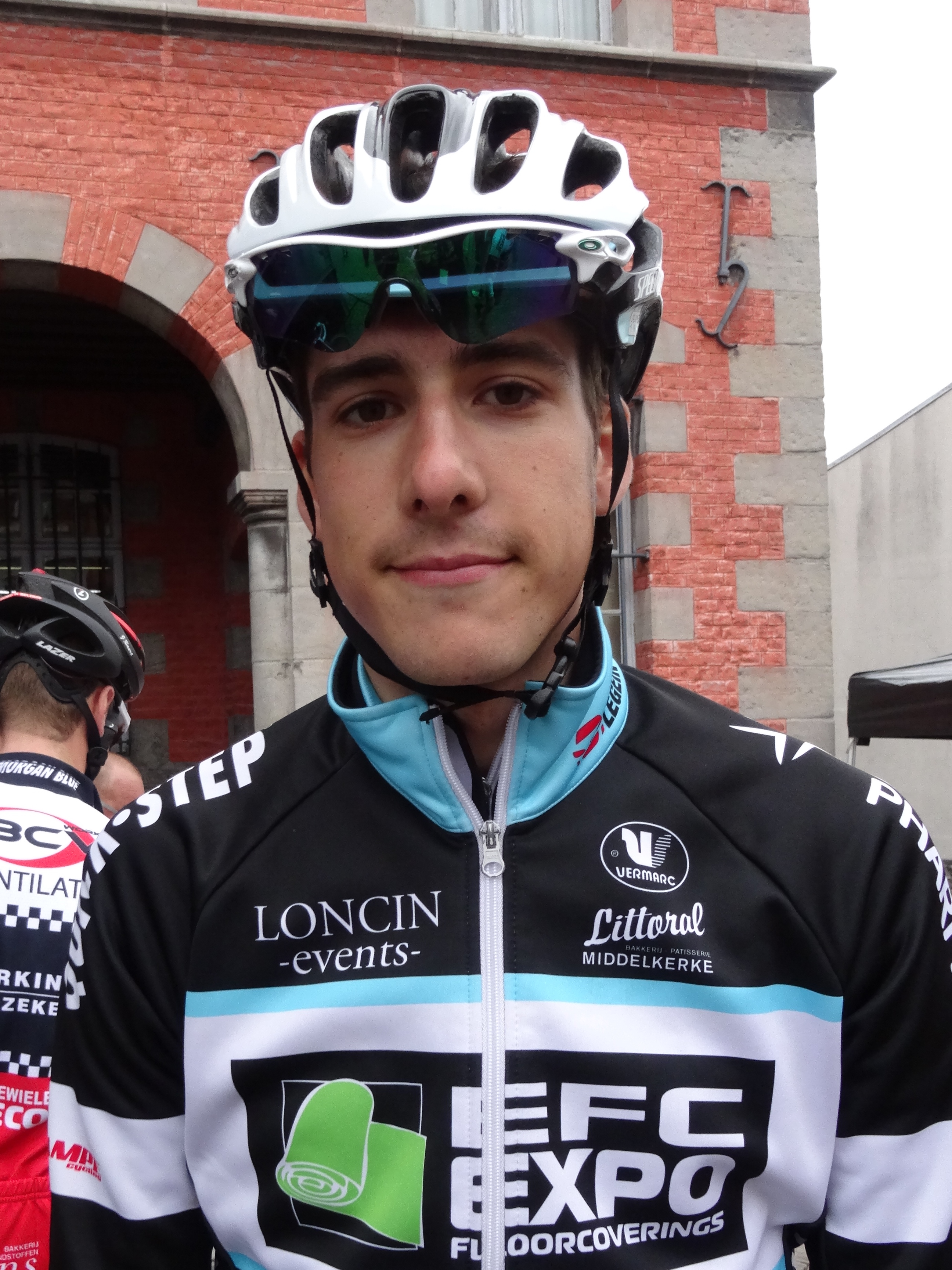
Daan Myngheer.
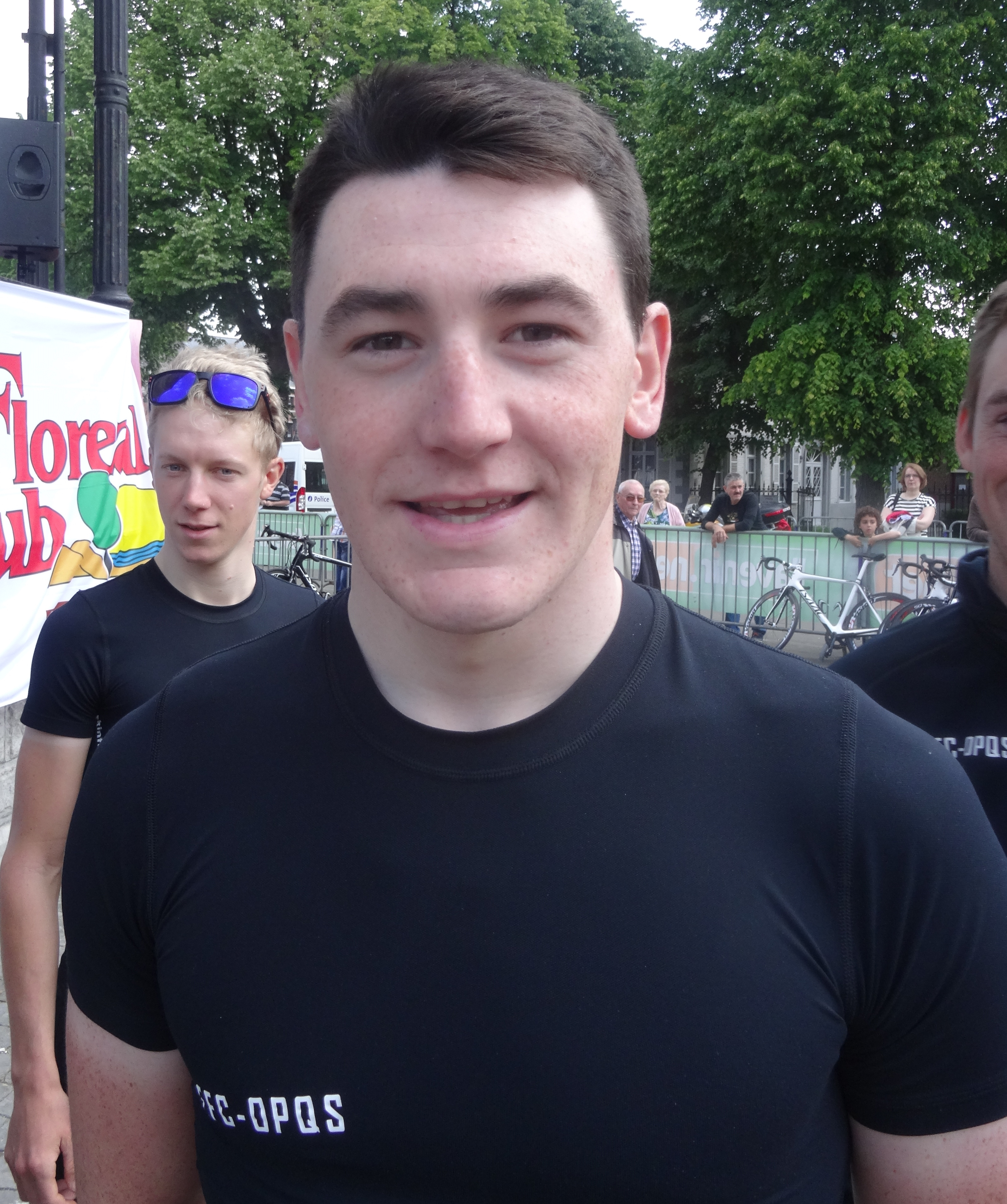
Christophe Noppe.
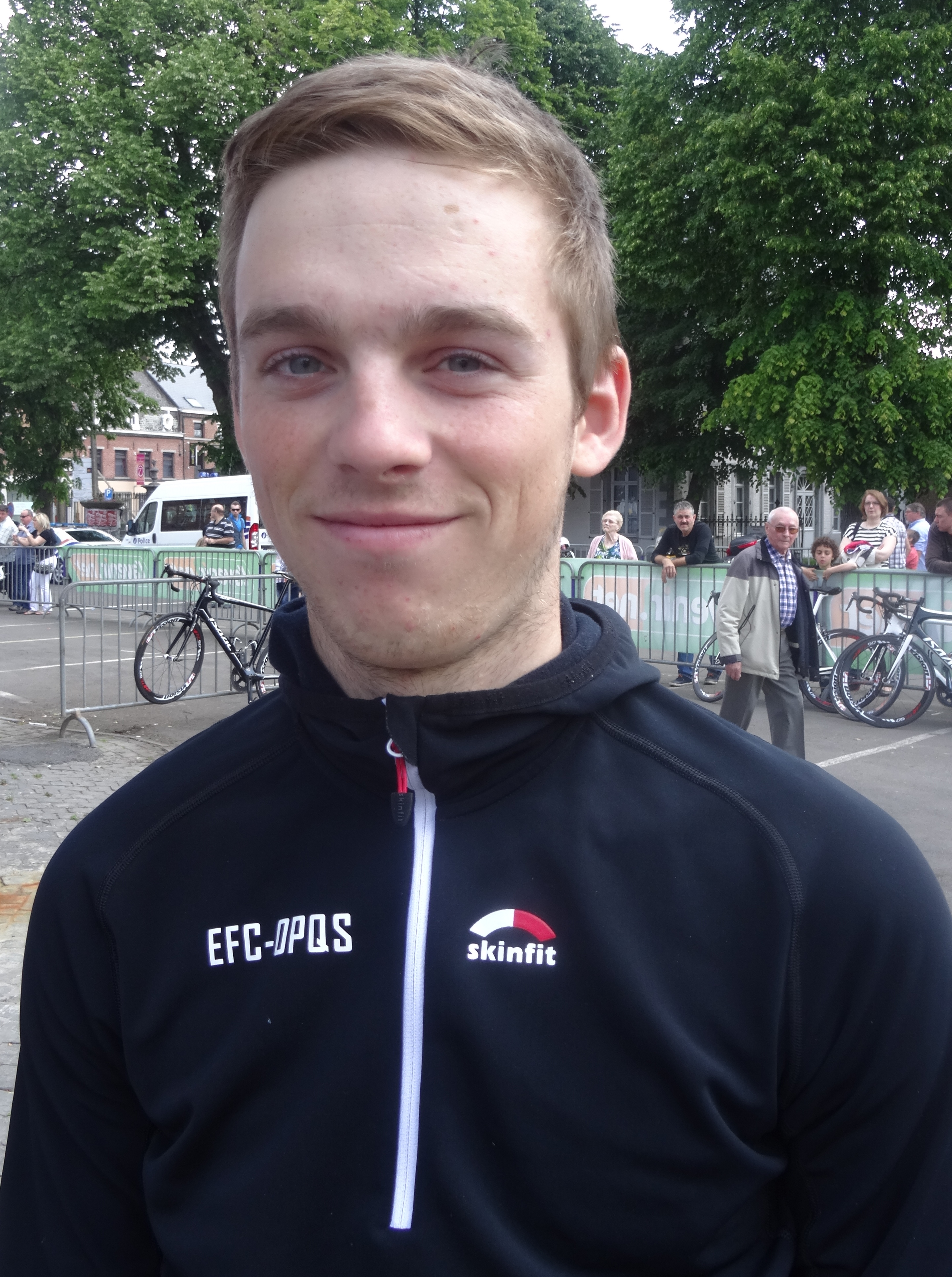
Lander Seynaeve.
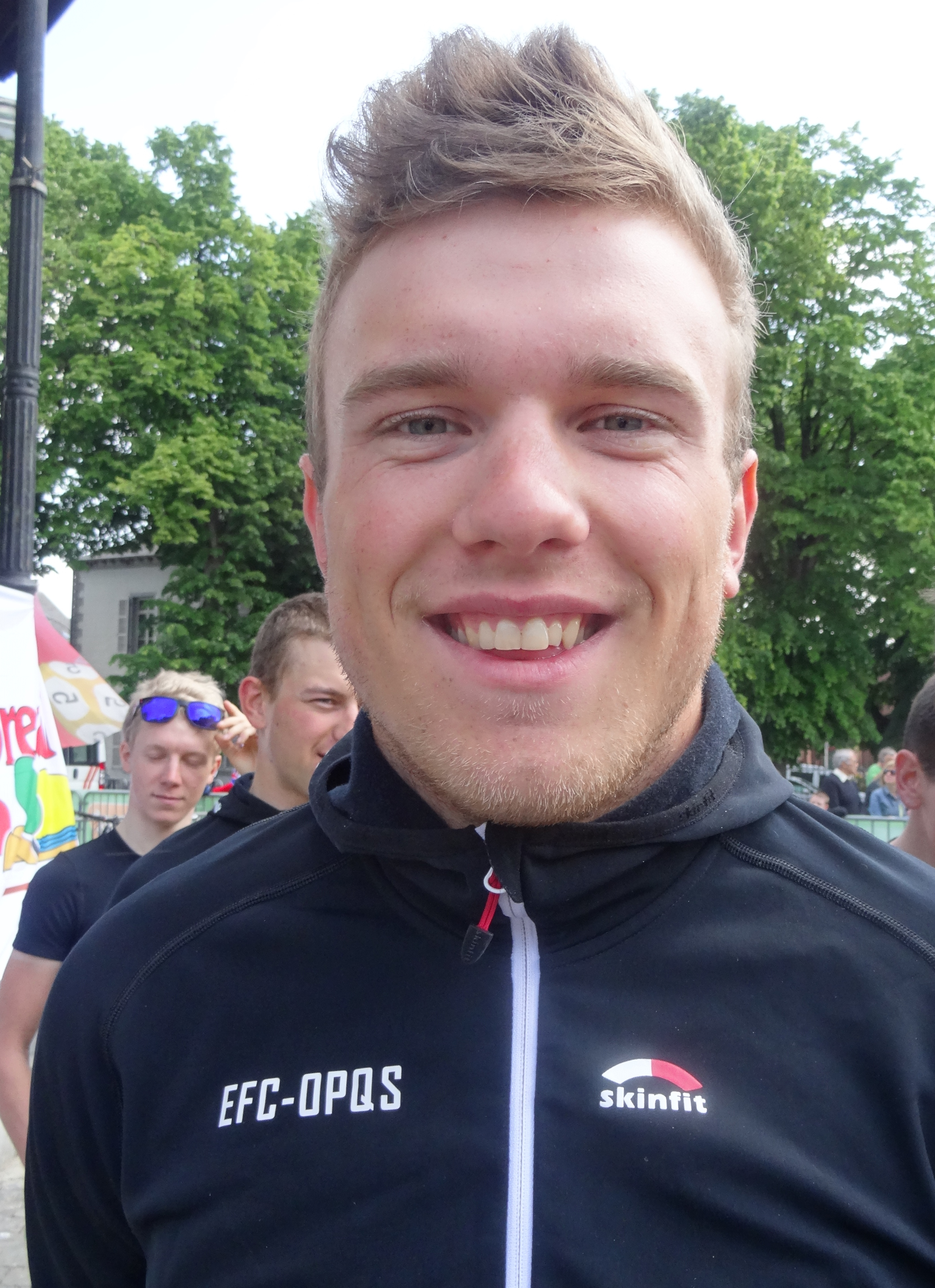
Bert Van Lerberghe.
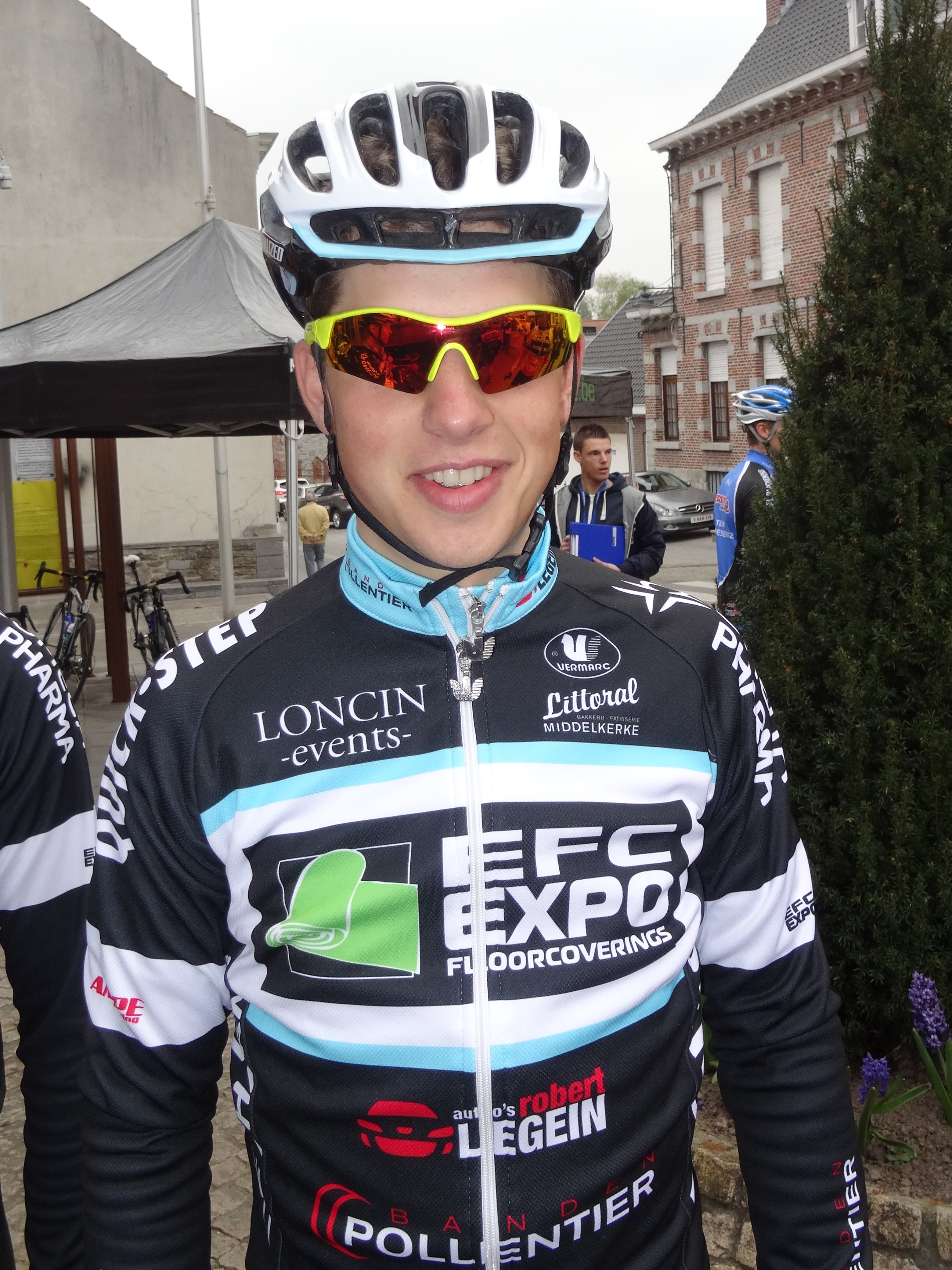
Jens Wallays.

### Encadrement
Wim Feys et Benny Engels font partie des dirigeants de l'équipe.

## Bilan de la saison

### Victoires
L'équipe ne remporte aucune victoire UCI. On peut néanmoins citer la 2e place de Martijn Degreve sur le Grand Prix de Lillers-Souvenir Bruno Comini, la 2e place de Bert Van Lerberghe sur le Grand Prix Criquielion et la 3e place de Jens Geerinck sur la Flèche du port d'Anvers.

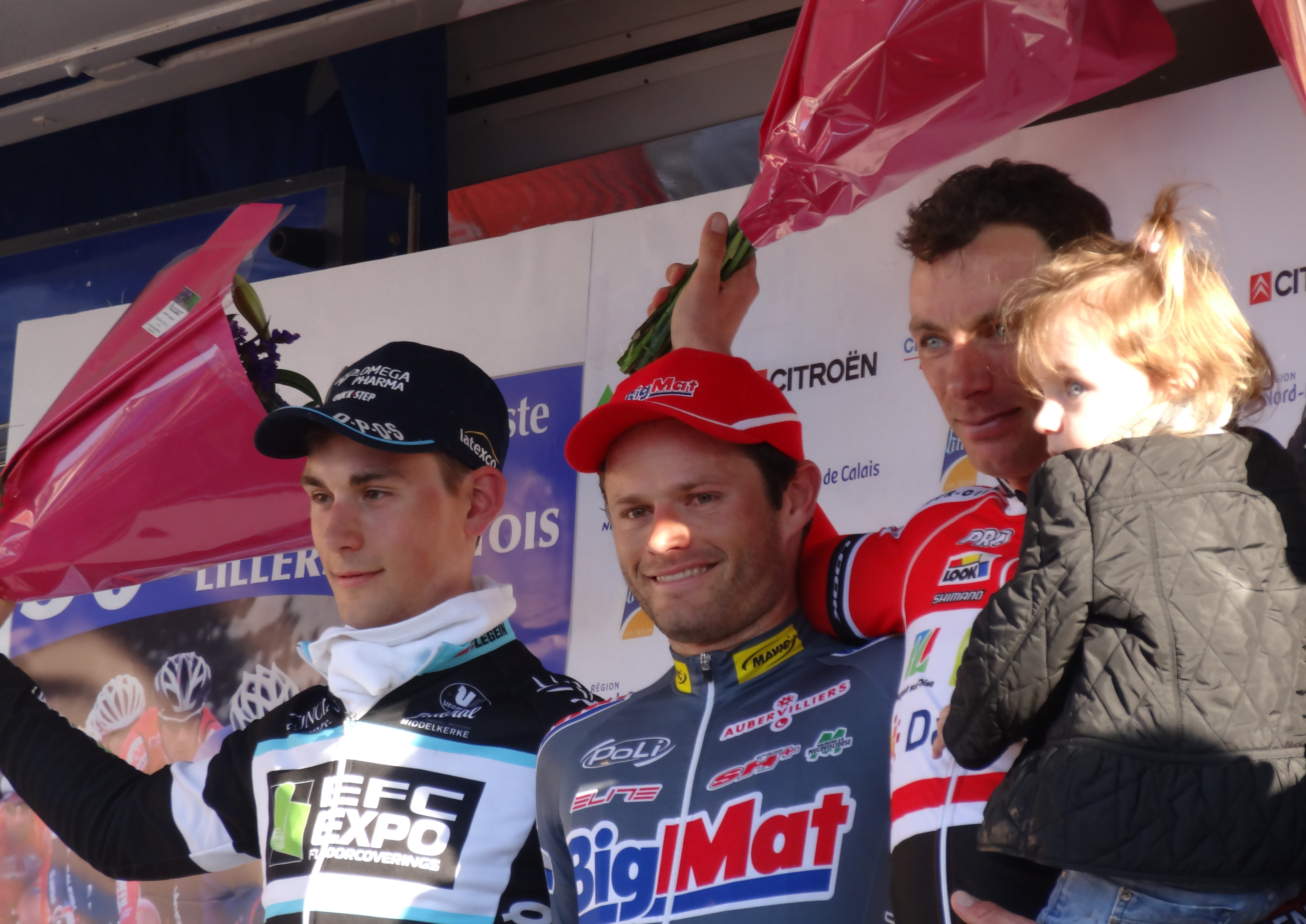
Podium de l'édition 2014 du Grand Prix de Lillers-Souvenir Bruno Comini : Martijn Degreve (2e), Steven Tronet (1er), et Benoît Daeninck (3e).
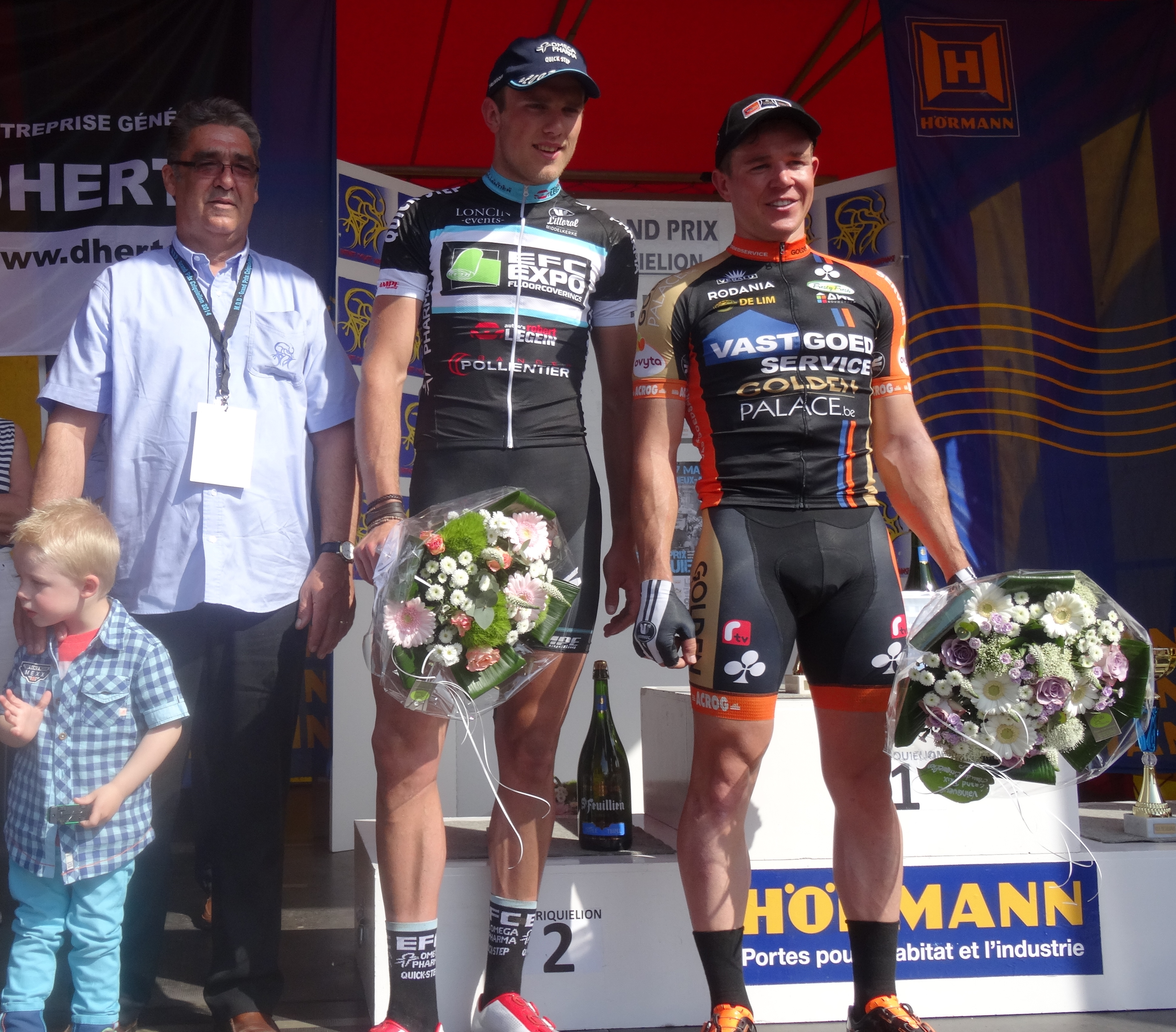
Podium de l'édition 2014 du Grand Prix Criquielion : Bert Van Lerberghe (2e) et Kevin Peeters (1er) (Kevin Deltombe termine 3e).
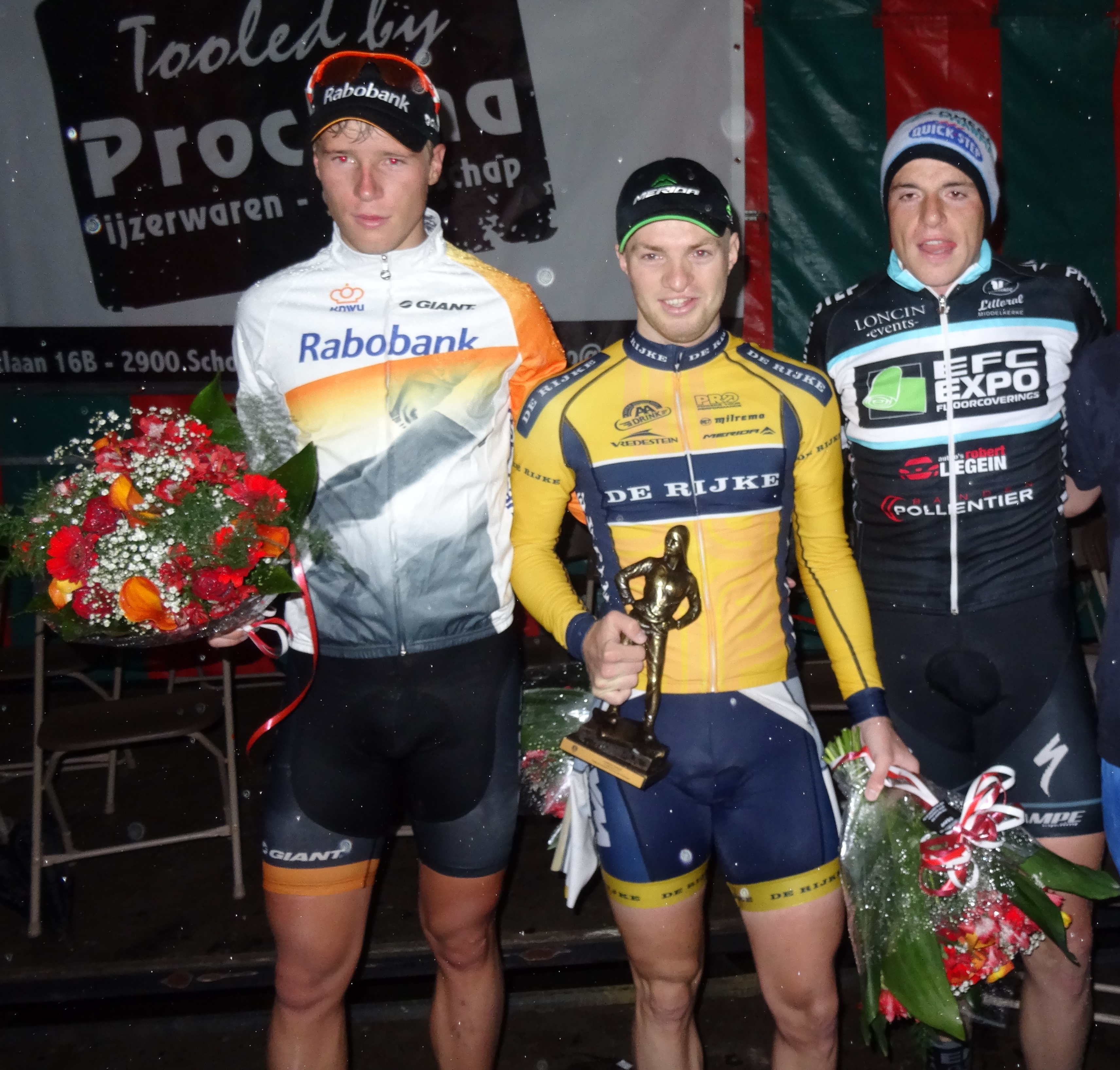
Podium de l'édition 2014 de la Flèche du port d'Anvers : Ivar Slik (2e), Yoeri Havik (1er) et Jens Geerinck (3e).